# Les Villedieu
Les Villedieu é uma comuna francesa na região administrativa de Borgonha-Franco-Condado, no departamento de Doubs. Estende-se por uma área de 15,07 km². Em 2010 a comuna tinha 207 habitantes (densidade: 13,7 hab./km²).